# Konstantín Agápov
Konstantín Agápov (en ruso: Константин Михайлович Агапов; Sverdlovsk, URSS, 18 de octubre de 1986) es un futbolista ruso, jugador de fútbol sala. Juega como delantero en el VIZ-Sinara Ekaterimburgo, y en la Selección Rusa de fútbol sala.

## Clubes
| Club       | País  | Año       |
| ---------- | ----- | --------- |
| VIZ-Sinara | Rusia | 2004-2015 |
| Dina Moscú | Rusia | 2015-     |

## Palmarés
- Copa de la UEFA de fútbol sala 2007-08
- Campeón de Rusia de fútbol sala (2): 2008-2009, 2009-2010
- Copa de Rusia de fútbol sala 2007
- Semifinalista del Campeonato mundial de fútbol sala 2008